# Sitana ponticeriana
Sitana ponticeriana е вид влечуго от семейство Agamidae.

## Разпространение
Видът е разпространен в Индия, Пакистан и Шри Ланка.